# Taki Mototaka
Taki Mototaka (japanisch 多紀 元孝; geboren 1695 in Edo (Provinz Musashi); gestorben 26. Juli 1766 ebenda) war ein bedeutender japanischer Arzt in der Mitte der Edo-Zeit.

## Leben und Wirken
Taki Mototaka war Nachkomme von Tamba Yasuyori (丹波 康頼; 912–995), einem Arzt in der Heian-Zeit. Er wurde von Kaneyasu Motoen (金保 元燕) aufgezogen und wurde 1727 Familienoberhaupt, als Motoen sich zurückzog.
1735 wurde Taki Hausarzt. 1736 nahm ihn Gekkōin (月光院; 1685–1752) als Mitarbeiter in den medizinischen Dienst für die Tokugawa-Familie. 1747 wurde er zum Arzt der Tokugawa als „Nishimaru Okuishi“ (西丸奥医師) ernannt, wobei sein Gehalt von 100 auf 200 Koku erhöht und ihm der Ehrentitel „Hōgen“ (法眼) verliehen wurde.
Nachdem sein Adoptivvater 1749 gestorben war, änderte er seinen Familiennamen in Taki. Als 1754 der kaiserliche Prinz Kōjumpō (公遵法 親王; 1722–1788) erkrankte, brachte er ihn nach Nikkō. Im Mai 1765 gründete er im Ortsteil Kanda von Edo die Privatschule „Seijukan“ (躋寿館), später „Igakukan“ (医学館) genannt, um Ärzte in chinesische Medizin (漢方, Kampō) auszubilden.
Taki wurde als die höchste medizinische Autorität seiner Zeit angesehen. Sein Grab befindet sich auf dem Familiengrab im Tempel Jōkan-ji (城官寺) im Stadtteil Kaminakazato (上中里), Bezirk Kita, Tokio.